# Mariehamn
Mariehamn (Maarianhamina in finlandese) è il capoluogo della provincia autonoma delle Isole Åland con 11757 abitanti, ed è situata sull'isola di Fasta Åland.
Mariehamn è sede di governo e parlamento delle Åland e vi risiede il 40% della popolazione della provincia. Come il resto delle Åland, Mariehamn è di lingua svedese; il finlandese viene insegnato nelle scuole, ma non è lingua ufficiale.
La città prende il nome da Marija Aleksandrovna, imperatrice consorte di Alessandro II di Russia. Fu fondata nel 1861, attorno al villaggio di Övernäs, che ai tempi apparteneva al comune di Jomala. Mariehamn, espandendosi, ha incorporato altri territori del confinante comune. Il capoluogo si trova su una penisola, e ha due importanti porti, locati sulla costa orientale e occidentale.
Il porto occidentale è turistico; il porto orientale, invece, è molto importante per le rotte che collegano giornalmente le Åland a Svezia, Finlandia continentale, Estonia e Lettonia. 
Le navi che solcano il Baltico, fermandosi nelle Åland, godono degli sgravi fiscali dovuti al fatto che quest'ultima non fa parte della unione doganale europea, rendendo così possibile la vendita esentasse a bordo dei vascelli.
L'aeroporto internazionale di Mariehamn (MHQ) si trova nel vicino comune di Jomala, 3 chilometri a nord-ovest del centro della città.
Le Isole Åland e Mariehamn hanno un rispettabile patrimonio di navi. Il veliero della Flying P-Liner Pommern, oggigiorno nave museo, è ancorato nel porto occidentale, che è anche uno dei più grandi porti turistici della Scandinavia. Vi è ancorata anche la celebre nave a vapore olandese Jan Nieveen (chiamata oggi F.P. von Knorring, pub-ristorante).
Nel capoluogo hanno anche sede i media delle Åland: i giornali locali (Ålandstidningen e Nya Åland), diverse stazioni radiofoniche e le locali stazioni televisive (TV Åland and Åland24).

## Architettura e attrazioni turistiche

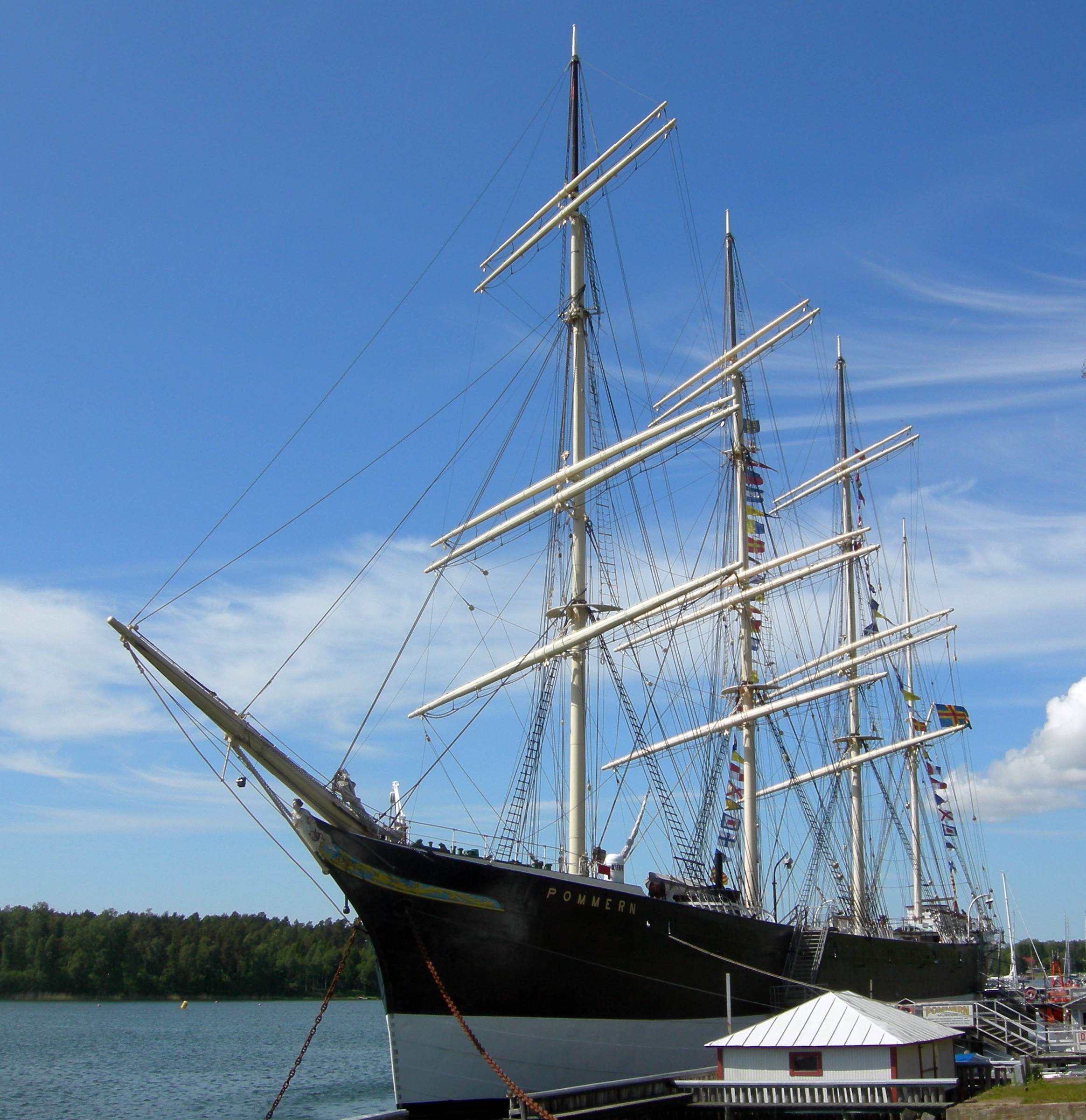
La nave Pommern

Mariehamn è caratterizzata dalle numerose zone verdi e dal lungo viale alberato che divide il centro dal quartiere occidentale (Östernäs).
La città ha una larga struttura a scacchiera pianificata dall'architetto Georg Theodor von Chiewitz per evitare la propagazione degli incendi. Verso il 1960 vennero abbattute la maggior parte delle case in legno che caratterizzavano la città, sostituite con strutture più moderne. 
Fortunatamente gli edifici di interesse artistico e storico sono stati risparmiati.
A Mariehamn si possono trovare diversi edifici disegnati dal noto architetto Lars Sonck, che si trasferì sulle isole da bambino. Tra gli edifici progettati da Sonck si annoverano la chiesa di Mariehamn (1927), l'università di navigazione marittima (1927) e il municipio (1939). Anche l'architetto Hilda Hongell ha progettato diversi edifici nel capoluogo, solamente pochi di essi sono ancora in piedi.
Le maggiori attrazioni turistiche di Mariehamn sono: 
- la nave museo Pommern
- il quartiere navale
- il museo delle Åland
- il museo marittimo
- Lilla holmen
- Badhusberget
- Mariebad
- Il parco di Tullarnas äng, 60°05′33″N 19°57′00″E
- Il parco inglese
- Mariehamns stadsbibliotek, la biblioteca civica
- Görans kyrka, la chiesa di San Göran

## Società

### Lingue e dialetti
Lo svedese è l'unica lingua ufficiale di Mariehamn; Il 13,1% parla altre lingue, compreso il finlandese (5,3%). Recentemente, il comune ha anche accolto immigrati che parlano altre lingue.
| %     | Ripartizione linguistica (gruppi principali) |
| ----- | -------------------------------------------- |
| 85,9% | madrelingua svedese                          |
| 5,3%  | madrelingua finlandese                       |

### Tabella
| Anno | Popolazione |
| ---- | ----------- |
| 1987 | 9.966       |
| 1990 | 10.263      |
| 1997 | 10.408      |
| 2000 | 10.488      |
| 2002 | 10.632      |
| 2004 | 10.712      |
| 2006 | 10.824      |
| 2008 | 11.005      |
| 2009 | 11.123      |

### Grafico
La costante crescita di Mariehamn

## Trasporti e collegamenti

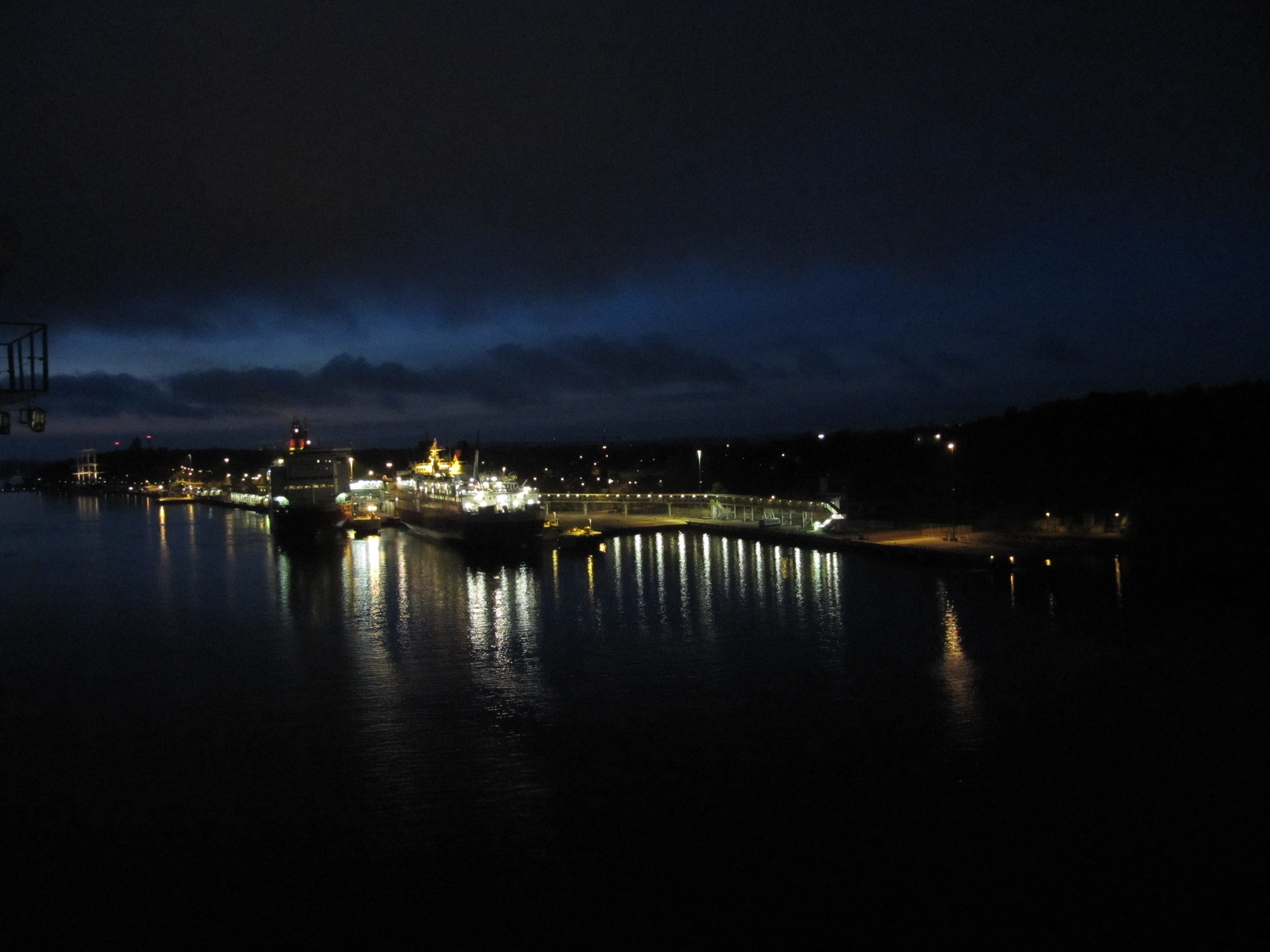
Porto

Mariehamn è facilmente raggiungibile con le navi che attraccano giornalmente nel porto occidentale. Le navi partono dai porti di Stoccolma (Svezia), Kapellskär (Svezia), Turku (Finlandia), Helsinki (Finlandia) e Tallinn (Estonia). Gli armatori che operano su queste tratte sono Viking Line, Tallink e Silja Line. Dopo Helsinki, Mariehamn è la più grande città portuale della Finlandia. Le Åland devono questi collegamenti alle esenzioni fiscali, che permettono la vendita di merci a prezzi vantaggiosi a bordo dei vascelli.
Mariehamn è collegata con voli giornalieri agli aeroporti internazionali di Stoccolma-Arlanda e Helsinki-Vantaa. Il vettore che opera su questa linea è Air Åland, fondata nel 2005, con base a Mariehamn. e il cui hub principale è l'aeroporto di Mariehamn, dove vengono anche custoditi i due bimotori turboelica Saab 340A.
Nella città di Mariehamn si può usufruire dei servizi pubblici, sebbene la frequenza delle corse sia molto sporadica. La società di trasporti Röde Orm collega la città con tre diverse linee urbane. 
Nel periodo estivo vengono organizzati giri turistici su un trenino e su un autobus a due piani che mostrano le maggiori attrazioni della città ai passeggeri. Numerosi bus extraurbani collegano Mariehamn ai comuni di tutte le Åland.
In città si possono trovare taxi, disponibili a tutte le ore del giorno. I tassisti si possono trovare alle uscite del porto e dell'aeroporto, oltre che nel centro della città.
È inoltre possibile noleggiare automobili presso i distributori di carburante, in porto e all'aeroporto. D'estate è possibile affittare biciclette e motorini alla uscita del porto internazionale e del porto turistico.

## Sport

### Calcio
La squadra principale della città è l'Idrottsföreningen Kamraterna Mariehamn.